# Stadio Nazionale Complutense
Lo stadio Nazionale Complutense (in spagnolo Estadio Nacional Complutense) è un impianto sportivo per il rugby che si trova nella Città Universitaria di Madrid, in Spagna; costruito nel 1943, appartiene all'Università Complutense ed è utilizzato in massima parte per gli incontri della nazionale spagnola di rugby, che ivi gioca dal 1952, nonché quelli del CD Arquitectura, del CR Cisneros e del Canoe Rugby Club, che militano nelle prime due divisioni nazionali di campionato.

## Storia
Lo stadio era parte di un più ampio progetto di città universitaria, voluto dal re Alfonso XIII e avviato alla fine degli anni venti del XX secolo; affidato alla supervisione del direttore della scuola d'Architettura di Madrid Modesto López Otero, la realizzazione delle sue infrastrutture sportive fu delegata a Luis Lacasa Navarro e a Javier Barroso.
La realizzazione, in programma fin dall'inizio degli anni trenta, subì rinvii varî per via della guerra di Spagna, e iniziò solo nel 1940; i lavori durarono circa due anni.
Il progetto dello stadio si ispirava agli analoghi impianti dei campus statunitensi (in effetti il disegno dello stadio venne in mente ai committenti dopo un viaggio oltreoceano in cui avevano assistito, tra le altre cose, a un incontro di football americano allo stadio dell’Università di Harvard).
Navarro e Barroso (quest'ultimo, in gioventù, anche calciatore dell'Atlético Madrid), con la collaborazione dell'ingegnere strutturale Eduardo Torroja, progettarono un impianto a gradinata unica senza copertura, della capacità di poco più di 12 000 posti (rispetto ai quasi 60 000 originariamente ipotizzati dalla committenza) che aprì i battenti al pubblico ad aprile 1942 in occasione della prima edizione dei Giochi Universitari spagnoli, sebbene l'inaugurazione ufficiale avvenne altresì un anno e mezzo più tardi, il 12 ottobre 1943, alla presenza del caudillo Francisco Franco, che assistette alla disputa di un incontro di rugby tra il Barcelona F.D.F. e il gruppo universitario di Madrid.
Il battesimo dello stadio nel rugby internazionale avvenne il 27 dicembre 1952 in occasione di un incontro tra la Spagna e la Germania Ovest vinto dai tedeschi per 17-6; il primo incontro ufficiale fu invece il preliminare della Coppa Europa 1954, scontro iberico tra la formazione di casa e il Portogallo, finito 23-0 per la Spagna.
Negli anni a seguire lo stadio si rivelò il preferito tra quelli prescelti per gli incontri interni della Nazionale, tanto da divenire, salvo rare eccezioni, il campo d'elezione della Selección.
In aggiunta a ciò è da sempre il terreno interno di due club accademici che militano nel campionato spagnolo, il CR Cisneros, formato da alunni del collegio universitario Ximénez de Cisneros, e il CD Arquitectura, costituitosi in seno alla facoltà di architettura dell'Università Complutense.
Dal 2014 ospita anche la formazione del CRC Madrid e, per quanto riguarda le competizioni europee di club, fu anche sede della franchigia dell'Olympus XV, squadra formata da giocatori dei club della capitale spagnola che disputò la Challenge Cup tra il 2009 e il 2013.